# ソフィアン・ディオプ
ソフィアン・ディオプ（フランス語: Sofiane Diop、2000年6月9日 - ）は、フランスとセネガル、モロッコのサッカー選手。ポジションはMFもしくはFW。

## クラブ歴
スタッド・レンヌの下部組織出身。
2018年7月5日にASモナコとプロ契約を締結しプロとなった。8月4日にトロフェ・デ・シャンピオンでプロ初出場を記録した。
2019年9月にFCソショー＝モンベリアルに1シーズンの期限付き移籍をした。
2022年8月29日にOGCニースに完全移籍した。

## 代表歴
年代別代表ではフランス代表としてU-18からの各年代での出場経歴がある。

## 私生活
セネガル人の父とモロッコ人の母の間に生まれた。